# Kujtim Gjonaj
Kujtim Gjonaj (ur. 3 listopada 1946 w Mezhgoranie, zm. 1 marca 2021) – albański reżyser i scenarzysta, autor ponad 200 filmów.

## Życiorys
W 1968 roku ukończył studia na Uniwersytecie Tirańskim i rozpoczął pracę jako scenarzysta dla Kinostudia Shqipëria e Re, a w 1974 roku został reżyserem.
Po upadku komunizmu pełnił tymczasowo funkcję dyrektora Albfilmu, następnie założył własną wytwórnię filmową Bota Shqiptare.
Zmarł dnia 1 marca 2021 roku z powodu COVID-19.

## Wybrana filmografia[1]
- Enciklopedi që ecën më këmbë
- Kështjella e Këngëve
- Kryengritjet e Mëdha
- Shembja e idhujve
- Thirrja (1976)
- Ata ishin katër (1977)
- Cirku në fshat (1977)
- Këshilltarët (1979)
- Më e madhja dashuri (1986)

## Nagrody i tytuły[1]
- Order Naima Frashëriego (1979),
- II miejsce na Krajowym Konkursie Scenariuszy Literacko-Artystycznych za scenariusz do filmu Kryengritjet e Mëdha (1982),
- Order Naima Frashëriego I klasy (1987),
- puchar na 8. Albańskim Festiwalu Filmów Dokumentalnych i Animowanych za film Kështjella e Këngëve (23 IX 1990),
- główna nagroda na Międzynarodowym Festiwalu Filmów Krótkometrażowych w Palermo za film Shembja e idhujve (1995),
- główna nagroda na 5. Międzynarodowym Śródziemnomorskim Konkursie Filmów Dokumentalnych i Reportażowych za film Shembja e idhujve (1998),
- Order Naima Frashëriego (2002),
- główna nagroda na 12. Albańskim Festiwalu Filmów Dokumentalnych za film Enciklopedi që ecën më këmbë (2006),
- tytuł Wielkiego Mistrza (alb. Mjeshtër i madh; 2012)[2],
- honorowy obywatel Tepeleny (2016).